# Stibnite
La stibnite (anche nota come antimonite o stibina) è un minerale di solfuro di antimonio.
La varietà amorfa pulverulenta di colore rosso ciliegia, spesso scambiata per kermesite, prende il nome di metastibnite.
Il nome stibnite deriva da stibio, voce desueta per antimonio, e (antimo)nite.
Il nome stibina deriva dal greco στίβι = nero-antimonio, conosciuto già nell'antichità.

## Abito cristallino
Cristallizza in prismi allungati o aciculari, appiattiti trasversalmente e striati parallelamente alla direzione di allungamento, talvolta ricurvi; esistono anche geminati e in masse granulari di aspetto fratturato o compatto. I cristalli di Ichinokawa, nell'isola di Shikoku, in Giappone sono eccezionalmente grandi: alcuni esemplari raggiungono i 50 cm.

## Origine e giacitura
L'origine è prevalentemente idrotermale in sorgenti a bassa temperatura o come depositi chimici di soluzioni di sorgenti termominerali. Ha paragenesi con orpimento, realgar, oro, berthierite, jamesonite, cinabro e arsenopirite.

## Caratteri fisico-chimici
Tenera e pesante, sfaldabile parallelamente alla direzione di allungamento, e fratturabile ortogonalmente. Opaca e con piani di sfaldatura con forte lucentezza metallica. I cristalli sono abbastanza flessibili ma non elastici. La colorazione superficiale del minerale è blu scura.
È solubile in HNO3 e HCl caldo; fonde facilmente al cannello. Dà origine ad una patina bianca su carbone in fiamma ossidante; annerisce in KOH.

## Località di ritrovamento
Ad Harz e Wolfsberg, in Germania; a Milešov in Repubblica Ceca e Kremnica, in Slovacchia; in California (USA); nel Borneo in Indonesia; belle druse sono state trovate a Baia Sprie, in Romania; in varie località dell'ex-URSS; a Gebel Hamimat, in Algeria; a Ichinokawa, su Shikoku, in Giappone il cui giacimento è esaurito; altri giacimenti sono presenti in Messico, Bolivia, Perù e Francia centrale; i maggiori depositi al mondo sono quelli dello Hunan e dello Kwantung in Cina, dove è associato al cinabro.
In Italia I giacimenti più importanti si trovano nella zona di Manciano (provincia di Grosseto) ove molteplici miniere (Tafone, Poggio Fuoco, Montauto, Macchia Casella) sono state sfruttate fino alla metà degli anni novanta. Nel 2012 è stata condotta un'esplorazione mineraria da parte di una società canadese di un'estesa fascia di territorio di questo comune alla ricerca di residui giacimenti di stibnite ma il progetto è stato ritirato a causa dei rischi ambientali legati all'attività estrattiva. Sempre in Italia e precisamente in Sardegna si trovano due siti minerari ove in passato si estraeva il minerale, nelle miniere Sa Lilla, nel Comune di Armungia e Genna Flumini nel comune di San Vito.
Altri giacimenti sono a San Bartolomeo Val Cavargna, in provincia di Como; a Viarago, nel comune di Pergine, in Trentino; in una miniera di Renon, in provincia di Bolzano si trovavano cristalli lunghi fino a 2 cm; cristalli aghiformi sono rarissimi nell'arenaria di Calafuria, a Livorno; giacimenti sono presenti anche ad Arborese e Gerrei in Sardegna; molto belli i cristalli delle Cetine di Cotorniano, presso Chiusdino, in provincia di Siena e infine a Scansano e a Monticiano, in provincia di Grosseto.

## Utilizzi
I giapponesi usavano i cristalli enormi di Ichinokawa come tutori per i fiori, o per piccoli recinti intorno ai giardini. Al giorno d'oggi, ha un ruolo importante in molte leghe metalliche, nelle batterie elettriche, in pirotecnia, nell'industria sanitaria, tessile, della gomma e del vetro. Nel Medioevo era utilizzata per la fabbricazione di cosmetici e medicamenti.